# Pan Pierre Koulibaly
Pan Pierre Koulibaly (Ouagadougou, 24 de março de 1986) é um futebolista burquinense, atua como atacante, e hoje defende as cores do Saham Club.

## Carreira
Ele representou o elenco da Seleção Burquinense de Futebol no Campeonato Africano das Nações de 2013.

## Títulos
Burkina Faso
- Campeonato Africano das Nações: 2013 - 2º Lugar.